# Algidus marmoratus
Algidus marmoratus là một loài nhện trong họ Lycosidae. Chúng được Eugène Simon miêu tả năm 1898, thường tìm thấy ở Venezuela.